# 蘖

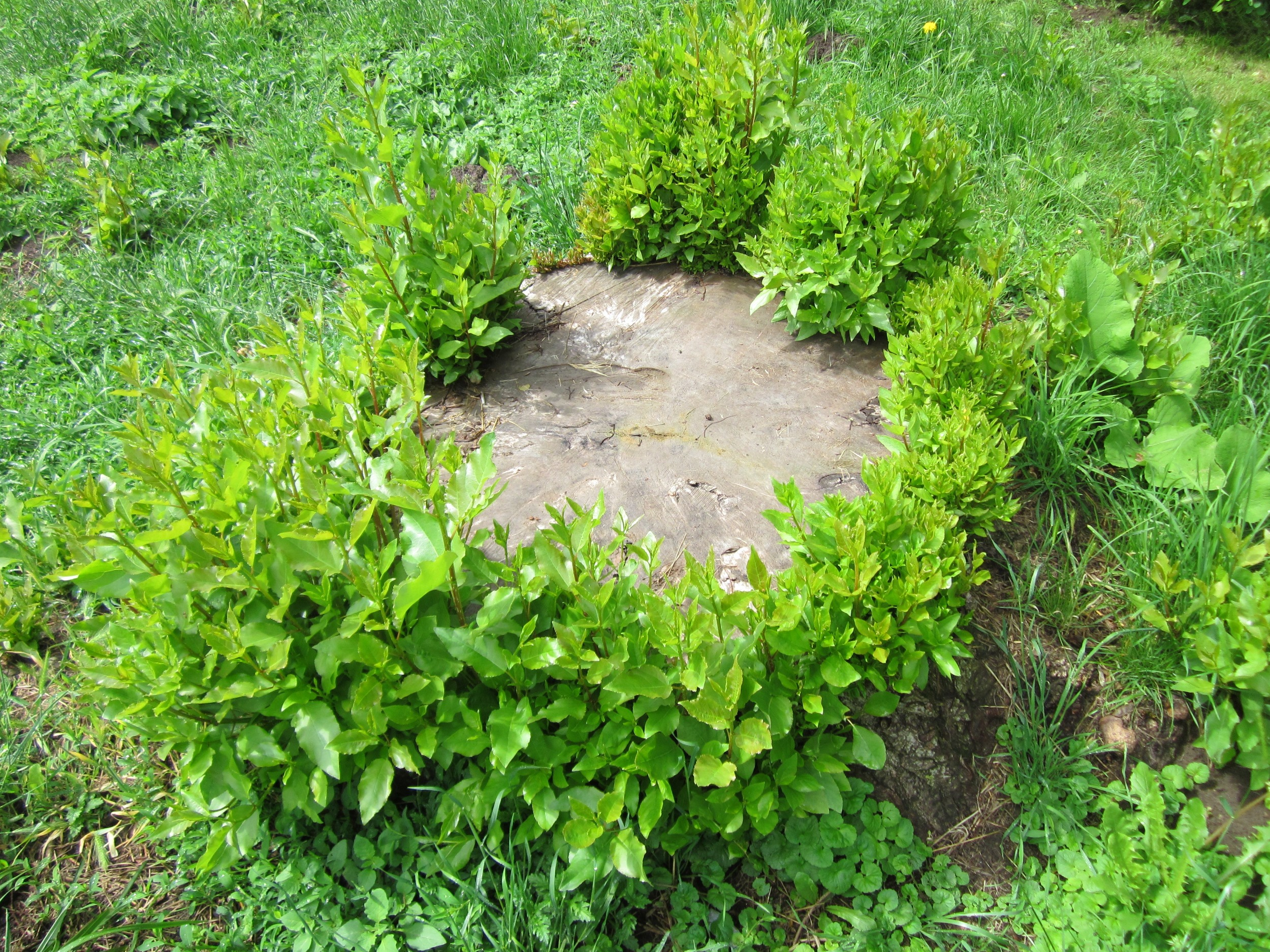
カナダポプラの切り株の周囲から生え出る蘖

蘖（ひこばえ、ベーサルシュート、英語: Basal shoot）とは、樹木の切り株や根元から生えてくる若芽のこと。
太い幹に対して、孫（ひこ）に見立てて「ひこばえ（孫生え）」という。春から夏にかけて多く見られるが、俳句では春の季語となっている。なお、樹木ではないが、刈り取った稲の株から生える、稲の蘖に相当する芽を穭と呼ぶ。

## 森林及び里山
森林伐採の後、切り株からの蘖によって新たな森林ができるようにすることを萌芽更新という。かつての里山はこれによって維持された。カシ類などは種子からの株は単独の茎をまっすぐに立てるが、切り株からでた場合はやや斜め、切り株から外向きにでることが多い。芽が大きな木にまで成長する頃には切り株自体は枯れて腐って消失するが、わずかに間を開けて複数の幹が、それぞれやや外向きに伸びていれば、その内側に切り株があったのだと分かることもある。
幹を切らなくても、環境悪化などによって主茎が弱った場合などには蘖が多数でることがある。

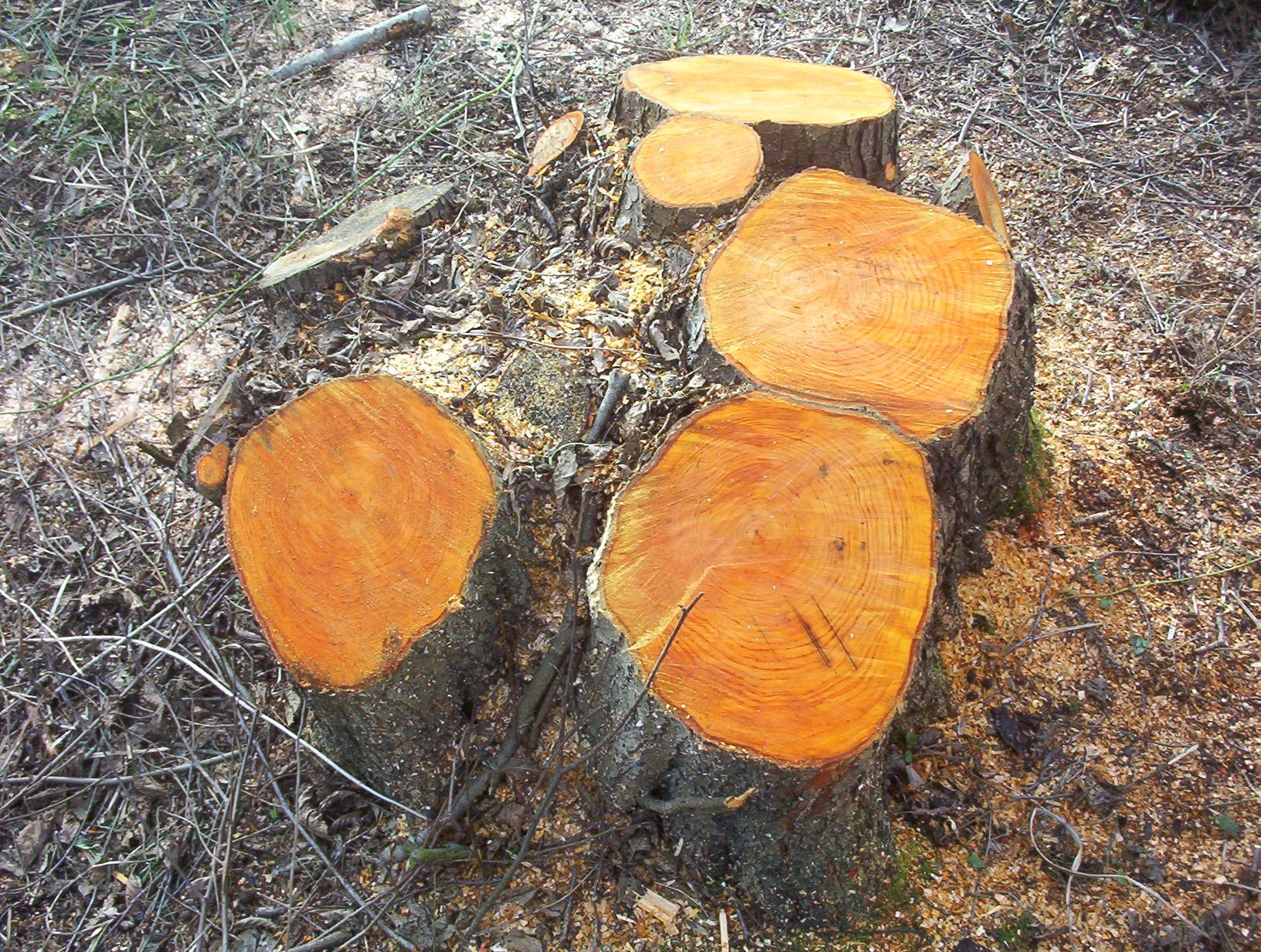
親株となる切り株
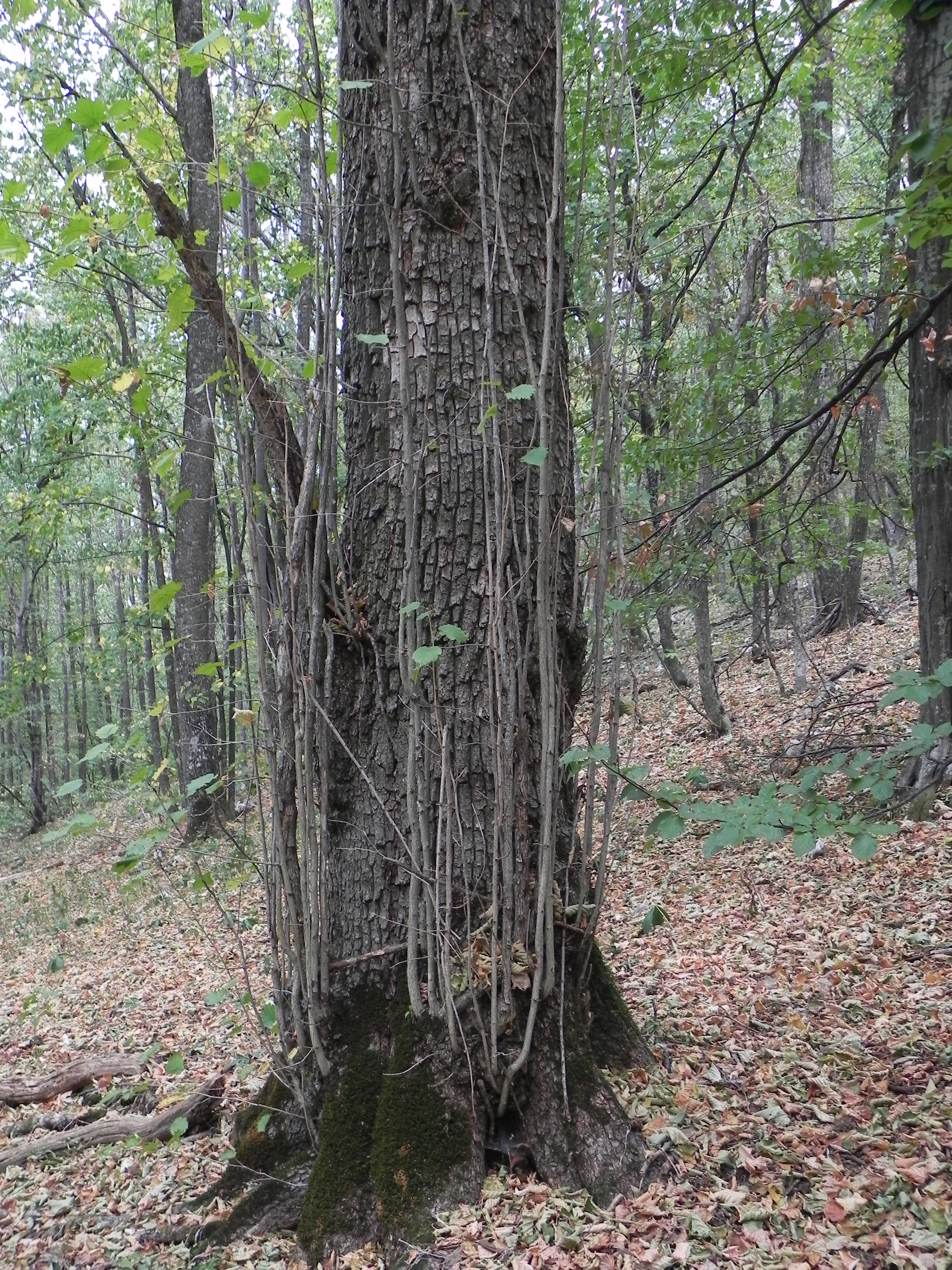
成長した蘖
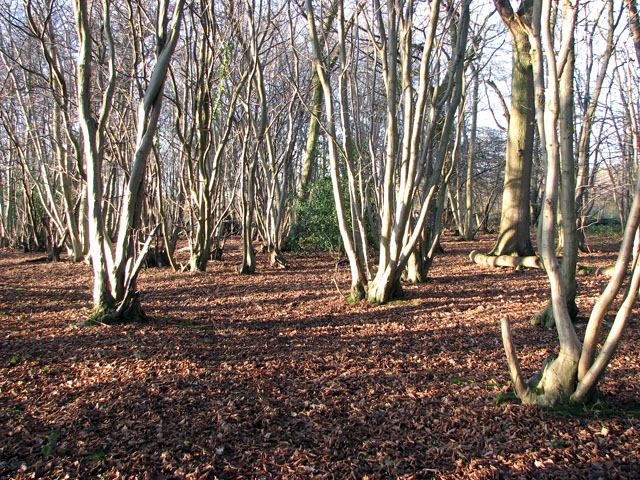
根元から外向き斜めになった木々
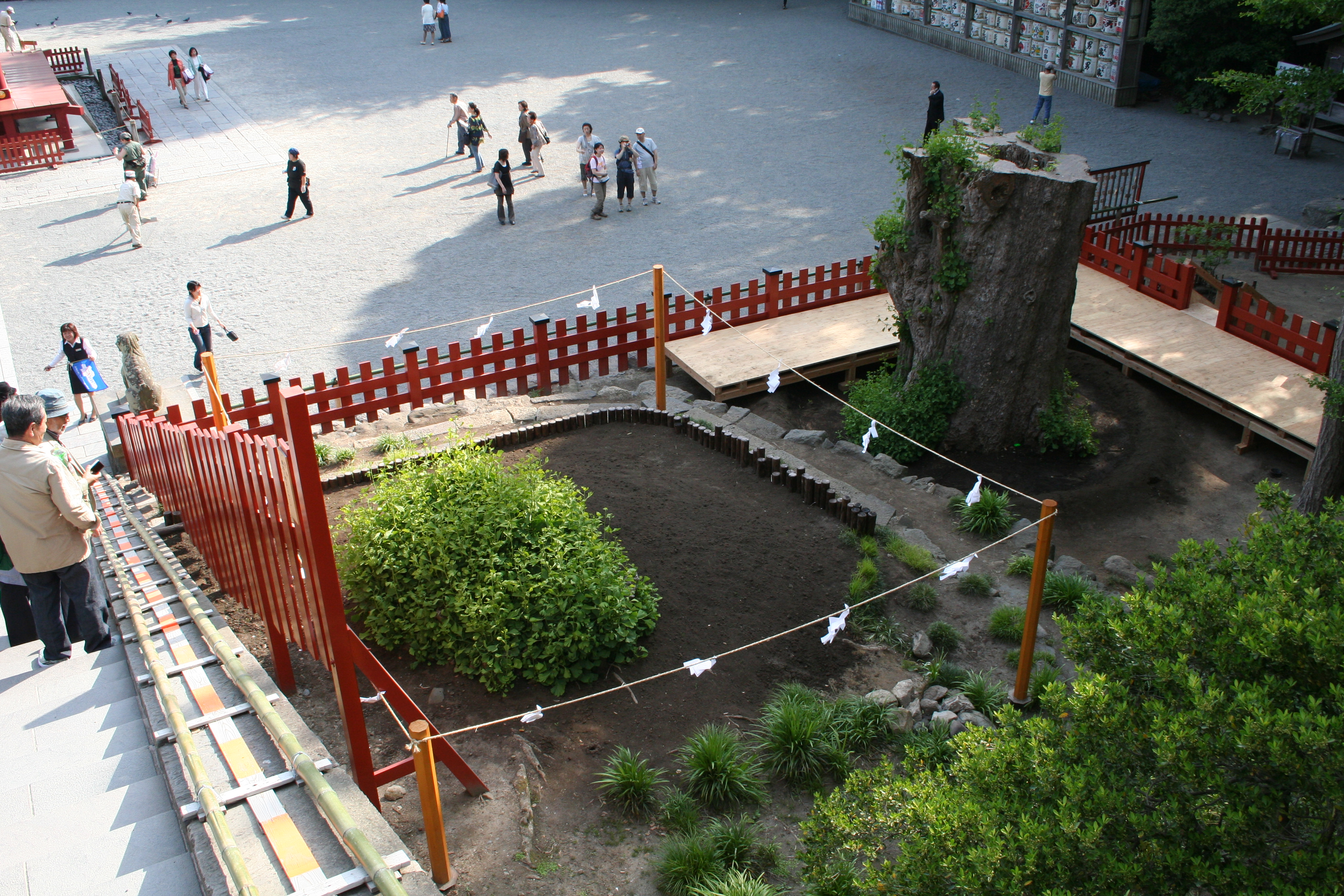
鶴岡八幡宮の倒壊した大銀杏の根から生える蘖

## 公園での管理
公園では蘖（ひこばえ）を放置すると勢よく成長し花部分の成長を阻害することがある。そのため剪定鋏等で蘖を除去する。